# Teorema lui Euler
În aritmetică, Teorema lui Euler (numită și teorema Fermat-Euler) afirmă că dacă n este un număr întreg pozitiv și a este prim cu n, atunci următoarea putere a lui a este congruentă cu 1 modulo n:
{\displaystyle a^{\varphi (n)}\equiv 1{\pmod {n}}}
unde φ(n) este funcția φ a lui Euler
iar "... ≡ ... (mod n)" reprezintă congruența modulo n.